# Championnat de Belgique de football de deuxième division 1967-1968
Navigation
saison précédente saison suivante
Le Championnat de Belgique de football de Division 2 1967-1968 est la 51e du championnat de deuxième niveau national en Belgique. Il oppose 16 équipes, qui s'affrontent deux fois chacune en matches aller-retour. Au terme de la saison, le champion et son dauphin sont promus en Division 1, alors que les deux derniers classés sont relégués en Division 3.

## Clubs participants
Seize clubs prennent part à cette édition, soit le même nombre que lors de la compétition précédente. Les matricules renseignés en gras existent encore lors de la saison « 2014-2015 ».

### Localisation
| \| Ostende Gand RC Tournai St-Niklaas Berchem RC Malines Herentals Diest Tirlemont Crossing Union SG Eisden Waterschei Seraing Tilleur Verviers \| Localisation des clubs engagés en Division 2 1967-1968 |
| Ostende Gand RC Tournai St-Niklaas Berchem RC Malines Herentals Diest Tirlemont Crossing Union SG Eisden Waterschei Seraing Tilleur Verviers                                                              |

| #  | Nom                                                    | Mat. | Ville           | Stades            | En D2 depuis    | Total en D2 | Saison précéd.  |
| -- | ------------------------------------------------------ | ---- | --------------- | ----------------- | --------------- | ----------- | --------------- |
| 1  | Association Royale Athlétique La Gantoise              | 7    | Gand            | Jules Otten       | 1967-1968 (1re) | 12 saisons  | Division 1, 15e |
| 2  | Royal Tilleur Football Club                            | 21   | Tilleur         | Buraufosse        | 1967-1968 (2e)  | 31 saisons  | Division 1, 16e |
| 3  | Royal Club Sportif Verviétois                          | 8    | Verviers        | stade de Bielmont | 1961-1962 (7e)  | 28 saisons  | 10e             |
| 4  | Union Saint-Gilloise Société Royale                    | 10   | St-Gilles       | Joseph Marien     | 1965-1966 (3e)  | 6 saisons   | 11e             |
| 5  | Royal Football Club Sérésien                           | 17   | Seraing         | du Pairay         | 1965-1966 (3e)  | 25 saisons  | 5e              |
| 6  | Koniklijke Racing Club Mechelen                        | 24   | Malines         | O. Van Kesbeeck   | 1966-1967 (2e)  | 18 saisons  | 9e              |
| 7  | Koniklijke Berchem Sport                               | 28   | Berchem         | Het Rooi          | 1966-1967 (2e)  | 14 saisons  | 14e             |
| 8  | Koninklijke Football Club Diest                        | 41   | Diest           | De Warande        | 1965-1966 (3e)  | 7 saisons   | 4e              |
| 9  | Athletische sportvereniging Oostende Kon. Maatschappij | 53   | Ostende         | Albert Park       | 1961-1962 (7e)  | 32 saisons  | 6e              |
| 10 | Koninklijke Football Club Herentals                    | 97   | Herentals       | St-Janneke        | 1961-1962 (7e)  | 18 saisons  | 12e             |
| 11 | Koninklijke Sint-Niklaasse Sportkring                  | 221  | St-Nicolas/Waas | Puyenbeke         | 1964-1965 (4e)  | 21 saisons  | 8e              |
| 12 | Royal Crossing Club de Molenbeek                       | 451  | Molenbeek       | Sippelberg        | 1962-1963 (6e)  | 6 saisons   | 3e              |
| 13 | Koninklijke Waterschei Sportvereniging THOR Genk       | 553  | Genk            | André Dumont      | 1964-1965 (4e)  | 17 saisons  | 7e              |
| 14 | Patro Eisden                                           | 3434 | Eisden          | ??                | 1961-1962 (7e)  | 11 saisons  | 13e             |
| 15 | Royal Racing Club Tournaisien                          | 36   | Tournai         | Drève de Maire    | 1967-1968 (1er) | 14 saisons  | 1er Division 3A |
| 16 | Royal Racing Club Tirlemont                            | 132  | Tirlemont       | Julien Bergé      | 1967-1968 (1er) | 23 saisons  | 1er Division 3B |

## Classement & Résultats
- Le nom des clubs est celui employé à l'époque

Légende
- Champion et promu en Division 1 la saison suivante
- Promu en Division 1 la saison suivante
- clubs relégués en Division 3 la saison suivante

Abréviations
 : Relégué de Division 1
 : Promu de Division 3

### Classement final
| Rang | Équipe                     | Pts | J  | G  | N  | P  | Bp | Bc | Diff |
| ---- | -------------------------- | --- | -- | -- | -- | -- | -- | -- | ---- |
| 1    | ARA LA GANTOISE            | 43  | 30 | 18 | 7  | 5  | 58 | 28 | +30  |
| 2    | Union St-Gilloise SR       | 43  | 30 | 17 | 6  | 7  | 42 | 26 | +16  |
| 3    | K. Waterschei SV Thor Genk | 39  | 30 | 16 | 5  | 9  | 60 | 33 | +27  |
| 4    | K. Berchem Sport           | 35  | 30 | 14 | 8  | 8  | 50 | 24 | +26  |
| 5    | Patro Eisden               | 34  | 30 | 15 | 5  | 10 | 37 | 25 | +12  |
| 6    | AS Oostende KM             | 34  | 30 | 14 | 7  | 9  | 43 | 37 | +6   |
| 7    | K.FC Diest                 | 32  | 30 | 9  | 12 | 9  | 38 | 36 | +2   |
| 8    | R. CS Verviétois           | 32  | 30 | 12 | 5  | 13 | 44 | 50 | -6   |
| 9    | K. Sint-Niklaasse SK       | 32  | 30 | 10 | 9  | 11 | 40 | 41 | -1   |
| 10   | R. Tilleur FC              | 29  | 30 | 10 | 7  | 13 | 36 | 42 | -6   |
| 11   | K. FC Herentals            | 26  | 30 | 10 | 7  | 13 | 42 | 55 | -13  |
| 12   | R. FC Sérésien             | 24  | 30 | 8  | 10 | 12 | 34 | 46 | -12  |
| 13   | R. Crossing FC Molenbeek   | 23  | 30 | 8  | 10 | 12 | 22 | 41 | -19  |
| 14   | R. RC Tournaisien          | 22  | 30 | 10 | 5  | 15 | 37 | 45 | -8   |
| 15   | K. RC Mechelen             | 20  | 30 | 6  | 8  | 16 | 19 | 37 | -18  |
| 16   | R. RC Tirlemont            | 12  | 30 | 4  | 7  | 19 | 18 | 54 | -36  |

### Leader du classement journée par journée
La « ligne du temps » ci-dessous renseigne le premier du classement « à la fin des journées effectives » et « ce chronologiquement par rapport au plus grand nombre de parties jouées ». Concrètement cela signifie l'équipe totalisant le plus de points quant au moins une formation a disputé le nombre de journées en question, que ce leader ait ou pas joué ce nombre de matches. Cela essentiellement en cas de remises partielles ou de rencontres décalées.
- En cas d'égalité de points et de victoires, le leader donné est l'équipe ayant la meilleure différence de buts, même si pour rappel ce critère n'est pas pris en compte pour départager les formations en cas de montée ou descente.

(*) U-W: 1re journée, égalité parfaite entre Union St-Gilloise et THOR Waterschei, tous deux vainqueurs « 3-1 ».
Note: la 15e journée a été remise intégralement et reprogrammée entre la 20e et la 21e. Sur la ligne du temps ci-dessus, il faut considérer la 15e comme la  n°16 du programme initial, la 16e comme la n° 17, et ainsi de suite. À partir de la 21e, le décalage a disparu.

#### Résultats des rencontres
| Résultats (▼dom., ►ext.)                                   | BSP | CRO | DIE | GAN | HER | RCM | OST | PAT | SER | STN | USG | TIL | TIR | TOU | VER | WAT |
| K. Berchem Sport                                           |     | 4-0 | 2-0 | 1-1 | 1-1 | 0-2 | 3-0 | 0-1 | 2-2 | 2-2 | 0-0 | 3-0 | 1-1 | 5-1 | 2-0 | 1-1 |
| R. Crossing FC Molenbeek                                   | 0-8 |     | 1-1 | 1-0 | 2-1 | 1-0 | 0-2 | 0-0 | 3-0 | 1-1 | 0-2 | 1-0 | 1-0 | 1-0 | 2-2 | 0-1 |
| K. FC Diest                                                | 1-0 | 1-1 |     | 2-1 | 0-1 | 1-1 | 1-1 | 2-0 | 1-1 | 2-0 | 0-1 | 2-0 | 3-1 | 2-0 | 1-1 | 1-1 |
| ARA La Gantoise                                            | 0-0 | 1-0 | 3-0 |     | 1-0 | 2-1 | 3-1 | 3-0 | 2-0 | 3-1 | 0-0 | 1-1 | 1-0 | 1-1 | 1-2 | 1-2 |
| K. FC Herentals                                            | 2-0 | 1-2 | 2-2 | 2-5 |     | 1-1 | 1-2 | 2-2 | 3-0 | 1-1 | 1-2 | 2-1 | 2-0 | 6-3 | 2-1 | 1-6 |
| K. RC Mechelen                                             | 0-0 | 1-0 | 0-0 | 1-4 | 1-2 |     | 0-0 | 1-0 | 1-0 | 0-1 | 0-0 | 0-1 | 0-0 | 0-1 | 3-1 | 0-1 |
| AS Oostende KM                                             | 3-2 | 0-0 | 1-1 | 1-2 | 1-3 | 1-0 |     | 1-0 | 0-0 | 0-0 | 2-1 | 5-0 | 4-1 | 3-1 | 3-1 | 1-0 |
| Patro Eisden                                               | 1-0 | 0-0 | 2-1 | 0-1 | 2-0 | 3-0 | 3-1 |     | 4-0 | 2-1 | 3-0 | 0-0 | 2-0 | 1-0 | 2-0 | 1-1 |
| R. FC Sérésien                                             | 0-1 | 1-0 | 0-0 | 2-4 | 6-0 | 1-0 | 1-1 | 3-2 |     | 0-1 | 2-2 | 1-1 | 2-1 | 1-1 | 1-2 | 1-0 |
| K. St-Niklaasse SK                                         | 0-1 | 2-0 | 3-1 | 2-2 | 1-2 | 3-1 | 1-3 | 1-2 | 1-1 |     | 2-2 | 2-1 | 2-0 | 2-3 | 3-0 | 1-0 |
| UR St-Gilloise                                             | 1-0 | 3-0 | 3-0 | 0-2 | 1-0 | 1-0 | 2-1 | 2-0 | 6-2 | 1-0 |     | 1-0 | 3-1 | 1-0 | 2-1 | 2-1 |
| R. Tilleur FC                                              | 2-1 | 0-0 | 2-0 | 4-3 | 4-0 | 0-1 | 1-3 | 1-0 | 1-1 | 2-2 | 2-0 |     | 2-0 | 1-2 | 1-3 | 3-1 |
| R. RC Tirlemont                                            | 0-2 | 2-2 | 1-5 | 0-2 | 1-1 | 1-1 | 0-1 | 2-0 | 2-0 | 1-3 | 1-0 | 0-3 |     | 0-6 | 0-0 | 1-2 |
| R. RC Tournaisien                                          | 0-2 | 1-1 | 0-2 | 1-2 | 1-1 | 4-1 | 1-0 | 2-1 | 0-1 | 0-0 | 2-1 | 2-0 | 0-1 |     | 1-2 | 1-3 |
| R. CS Verviétois                                           | 1-3 | 3-2 | 2-2 | 1-5 | 3-0 | 3-1 | 3-0 | 0-1 | 2-4 | 3-1 | 1-0 | 1-1 | 3-0 | 0-1 |     | 1-5 |
| K. Waterschei SV THOR                                      | 1-2 | 3-0 | 4-3 | 1-1 | 2-1 | 4-1 | 5-1 | 0-2 | 2-0 | 4-0 | 2-2 | 3-1 | 0-0 | 3-1 | 0-1 |     |
| - Victoire à domicile - Match nul - Victoire à l'extérieur |     |     |     |     |     |     |     |     |     |     |     |     |     |     |     |     |

### Résumé
Deux trios occupent les premières places après cinq journées, St-Nicolas/Waas, La Gantoise et l'Union St-Gilloise sont à égalité avec 8 points et 3 victoires. Berchem, le Racing de Malines (2 victoires) et le Crossing Molenbeek (1 victoire) comptent 7 points. Trois équipes n'ont pas encore gagné: Tilleur (3) qui redescend de « D1 », Verviers et les promus du RC Tournai (1).L'autre montant de « D3 », le RC Tirlemont avec 2 points est intercalé entre les formations sans victoire.
Plus régulière, l'Union est la dernière à rester invaincue. Elle s'isole en tête. Après 11 journée, les St-Gillois (18) devancent le Patro Eisden (16) et un trio composé de La Gantoise, Diest et Ostende (13). En fin de tableau, aucune formation n'est encore vraiment distancée. Le RC Tournai (8) précède Herentals et Tirlemont (6), tandis que Verviers (5) ferme la marche.
Lors de la 13e journée, les « Unionistes » subissent leur premier revers (3-0) au Patro Eisden, leur premier poursuivant. Les Limbourgeois qui avaient perdu à Tournai (2-1) avant de recevoir le leader, gâchent leur belle prestation en s'inclinant ensuite à Seraing`(3-2). La Gantoise en profite pour reprendre la deuxième place, pendant que Berchem et Waterschei se rapprochent également. St-Nicolas/Waas qui occupa la tête après la 4e journée s'effondre et n'inscrit que 2 points sur 18. Les Waeslandiens (10, 3v) se retrouvent en danger derrière le RC Tournai et Herentals (10, 4v), juste devant Verviers (9) et Tirlemont (6). La 15e journée est remise et reprogrammée le 25 février 1968.
| Classement le 7 janvier 1968 |                   |    |    |   |   |    |                       |    |    |   |   |     |              |    |    |   |   |     |                 |    |    |   |
| P                            | Clubs             | J  | P  | V |   | P  | Clubs                 | J  | P  | V |   | P   | Clubs        | J  | P  | V |   | P   | Clubs           | J  | P  | V |
| 1.                           | Union St-Gilloise | 14 | 22 | 9 | X | 5. | THOR Waterschei       | 14 | 16 | 6 | X | 9.  | FC Sérésien  | 14 | 14 | 5 | X | 12. | RC Tournaisien  | 14 | 10 | 4 |
| 2.                           | ARA La Gantoise   | 14 | 19 | 9 | X | 6. | AS Oostende           | 14 | 15 | 5 | X | 10. | FC Tilleur   | 14 | 13 | 4 | X | 14. | St-Niklaasse SK | 14 | 10 | 3 |
| 3.                           | Patro Eisden      | 14 | 18 | 8 | X | 7. | Crossing FC Molenbeek | 14 | 15 | 4 | X | 11. | RC Mechelen  | 15 | 12 | 4 | X | 15. | CS Verviétois   | 14 | 9  | 2 |
| 4.                           | Berchem Sport     | 14 | 17 | 7 | X | 8. | FC Diest              | 14 | 15 | 4 | X | 12. | FC Herentals | 14 | 10 | 4 | X | 16. | RC Tirlemont    | 14 | 6  | 2 |

#### Hésitations des leaders
Au début du second tour, les équipes de tête « jouent au chat et à la souris ». Lors de la 16e journée, l'Union St-Gilloise est surprise (1-0) chez la lanterne rouge Tirlemont. La Gantoise en profite pour revenir à un point du leader. Le Patro Eisden est aussi battu (1-0 à Tilleur). À l'occasion de la 17e journée, le scénario s'inverse. L'Union gagne (6-2) contre Seraing, alors que les « Buffalos » s'inclinent (1-2) contre Verviers. Le week-end suivant, c'est le leader bruxellois que battent les « Béliers » (1-0). Gand et Eisden n'en profitent pas totalement puisque ces deux équipes partagent. Les premiers cités contre Berchem (0-0), les seconds à Herentals (2-2). La journée n°19 est marquée par un nouveau retournement. L'Union bat Waterschei (2-1) et La Gantoise mord la poussière à Tilleur (4-3). Lors de la  journée n°20, les « Unionistes » sont défaits à Tournai et les Gantois renvoient Ostende (3-1). Le « Patro » concède un partage (1-1) contre Waterschei, alors que Berchem, qui faisait mine de revenir avec 5 victoires et 1 nul en six sorties, est battu (1-0) à Diest. Quand la « journée 15 » est disputée, l'Union St-Gilloise s'impose par le plus petit écart (0-1) à Diest pendant que La Gantoise gagne le choc contre Eisden (0-1). Comme Berchem est défait (2-0) à Herentals, c'est THOR Waterschei (23) qui occupe la quatrième place.
Au niveau du maintien, deux équipes en difficultés à la fin du premier tour se reprennent. St-Nicolas et Verviers s'éloignent de la « zone rouge ». Al'inverse, Seraing (2 sur 12) et le Racing de Malines (3 sur 20) y plongent. Les deux autres « Racing » Tournai et Tirlemont restent en fâcheuse posture.
À noter que la rencontre « RC Mechelen-Berchem Sport » (15e journée) est remise et n'est re-planifiée qu'après la 25e journée.
| Positions le 25 février 1968 |                   |       |       |       |     |     |     |          |                |          |          |          |
| Top 5                        | Top 5             | Top 5 | Top 5 | Top 5 | ... | ... | ... | Bottom 5 | Bottom 5       | Bottom 5 | Bottom 5 | Bottom 5 |
| P                            | Clubs             | J     | P     | V     |     |     |     | P        | Clubs          | J        | P        | V        |
| 1.                           | Union St-Gilloise | 20    | 28    | 12    | X   | ... | X   | 12.      | FC Herentals   | 20       | 16       | 6        |
| 2.                           | ARA La Gantoise   | 20    | 27    | 10    | X   | ... | X   | 13.      | FC Sérésien    | 20       | 16       | 5        |
| 3.                           | Patro Eisden      | 20    | 24    | 10    | X   | ... | X   | 14.      | RC Mechelen    | 19       | 15       | 5        |
| 4.                           | THOR Waterschei   | 20    | 23    | 9     | X   | ... | X   | 15.      | RC Tournaisien | 20       | 13       | 5        |
| 5.                           | Berchem Sport     | 19    | 22    | 9     | X   | ... | X   | 16.      | RC Tirlemont   | 20       | 11       | 4        |

Lors de la 28e journées, Gand (contre le Patro Eisden), l'Union (contre Diest) et Waterschei (contre le Crossing) gagnent sur même score (3-0). Chez lui, Berchem est contraint au partage (1-1) par Herentala

#### Les Buffalos passent devant
Lors de la 21e journée, le duel au sommet est pour les « Buffalos » qui s'imposent (0-2) au Parc Duden. Durant les deux journées suivantes, les « Apaches St-Gillois » concèdent deux partages (0-0 à Berchem et 2-2 St-Nicolas) qui permettent à Gand de se détacher légèrement mais surtout à Waterschei et à Berchem de se replacer avec le Patro Eisden dans le sillage proche des « Unionistes ». Autres résultats importants de ces journées, les trois succès consécutifs du RC Tournai, à Tilleur (1-2), contre Ostende (1-0) et surtout au RC Malines (0-1). Les « Rats tournaisiens » prennent à ces occasions des points qui vont s'avérer décisifs au décompte final.
Dans les journées suivantes, La Gantoise poursuit sur sa lancée et prend quatre points d'avance sur l'Union qui concède une défaite (2-0) à Tilleur. Berchem Sport, qui ne fait qu'un partage dans son match d'alignement (0-0 au RC Malines), revient cependant à deux longueurs des Bruxellois. Eisden et Waterschei perdent quelques plus et voient le titre s'éloigner, mais ne sont qu'à  trois points de la seconde place montante. En fond de grille, si la cause devient désespérée pour Tirlemont, la bagarre fait rage entre les Rats malinois qui ont engrangé la victoire de l'espoir contre Verviers (3-1), Tournai et Seraing. Les « Tigres » (un seul succès, 0-1 à Tournai) signent un piètre 5 sur 20 et sont relégués virtuels après 25 journées.
| Positions le 7 avril 1968 |                   |       |       |       |     |     |     |          |                        |          |          |          |
| Top 5                     | Top 5             | Top 5 | Top 5 | Top 5 | ... | ... | ... | Bottom 6 | Bottom 6               | Bottom 6 | Bottom 6 | Bottom 6 |
| P                         | Clubs             | J     | P     | V     |     |     |     | P        | Clubs                  | J        | P        | V        |
| 1.                        | ARA La Gantoise   | 25    | 36    | 15    | X   | ... | X   | 12.      | Tileur FC FC Herentals | 25       | 22       | 8        |
| 2.                        | Union St-Gilloise | 25    | 32    | 13    | X   | ... | X   | 13.      | RC Mechelen            | 25       | 20       | 6        |
| 3.                        | Berchem Sport     | 25    | 30    | 12    | X   | ... | X   | 14.      | RC Tournaisien         | 25       | 19       | 8        |
| 4.                        | Patro Eisden      | 25    | 29    | 12    | X   | ... | X   | 15.      | FC Sérésien            | 25       | 19       | 6        |
| 5.                        | THOR Waterschei   | 25    | 29    | 11    | X   | ... | X   | 16.      | RC Tirlemont           | 25       | 14       | 4        |

#### Suspense relancé
Le suspense rebondit lors des 26e et 27e journées. L'Union fait un sans faute (2-0, contre le Patro et 1-2 à Herentals). Mais La Gantoise est d'abord accrochée, à domicile, par le RC Tournai (1-1) puis est battue (2-1) à Diest. Les deux premiers ne sont plus séparés que d'une seule unité. Berchem et Waterschei sont à 3 longueurs derrière le duo de tête. En bas de classement, Seraing (21) a obtenu un succès important contre le Crossing Molenbeek (1-0), précède les trois « Racing » Tournai (20, 8v), Malines (20, 6v) et Tirlemont (15).
Lors de la 28e journée, La Gantoise (contre Eisden), l'Union (contre Diest) et Waterschei (contre le Crossing) s'imposent sur le même score (3-0). Ces trois formations restent les dernières candidates à l'obtention des deux tickets montants. En effet, Berchem Sport, contraint au partage (1-1) par Herentals compte trois quatre points mais surtout trois défaites de retard par rapport aux St-Gillois. Battu nettement (4-1) à Ostende, Tirlemont (15) est condamné. Seraing (23, 8v) a fait un grand pas vers le maintien en battant (1-0) le RC Malines (20, 6v). Tournai (22, 8v) qui est allé gagner à Verviers (0-1) est intercalé. La tâche s'annonce impossible pour le Racing de Malines qui doit affronter successivement les deux premiers du classement !
La 29e journée livre tous les verdicts, excepté l'attribution du titre. La Gantoise gagne (1-0) contre la lanterne rouge et l'Union s'impose sur mle même score. Ces deux résultats rendent inutile le succès (3-1) de Waterschei contre Tilleur. Les deux places montantes sont attribuées. Battu le RC Malines est relégué en « Division 3 » en raison du partage (0-0) réalisé par le RC Tournai contre St-Nicolas/Waas.
Si elle est victorieuse à Ostende, l'Union peut ravir le titre si l'ARA La Gantoise ne gagne pas. Le scénario opposé se déroule. Les « Buffalos » gagnent au Racing de Malines (1-4) alors que les « Unionistes » s'inclinent (2-1) à l'Albertpark.

### Meilleur buteur
- Hendrik van Nee (ARA La Gantoise) avec 23 buts.

## Récapitulatif de la saison
- Champion: (titre en D2)
  - 2e promu:

- XXXème titre de D2 pour la

| Région flamande (0)             | Région flamande (0) | Province de Brabant (0)      | Province de Brabant (0) | Région wallonne (0)    | Région wallonne (0) |
| ------------------------------- | ------------------- | ---------------------------- | ----------------------- | ---------------------- | ------------------- |
| Province d'Anvers               | 0                   | Région de Bruxelles-Capitale | 0                       | Province de Hainaut    | 0                   |
| Province de Flandre-Occidentale | 0                   | Province du Brabant flamand  | 0                       | Province de Liège      | 0                   |
| Province de Flandre-Orientale   | 0                   | Province du Brabant wallon   | 0                       | Province de Luxembourg | 0                   |
| Province de Limbourg            | 0                   |                              |                         | Province de Namur      | 0                   |

1. ↑  Au niveau footballistique, la province de Brabant est toujours unitaire malgré sa partition territoriale en 1995.